# Apfelallee 9 (München)

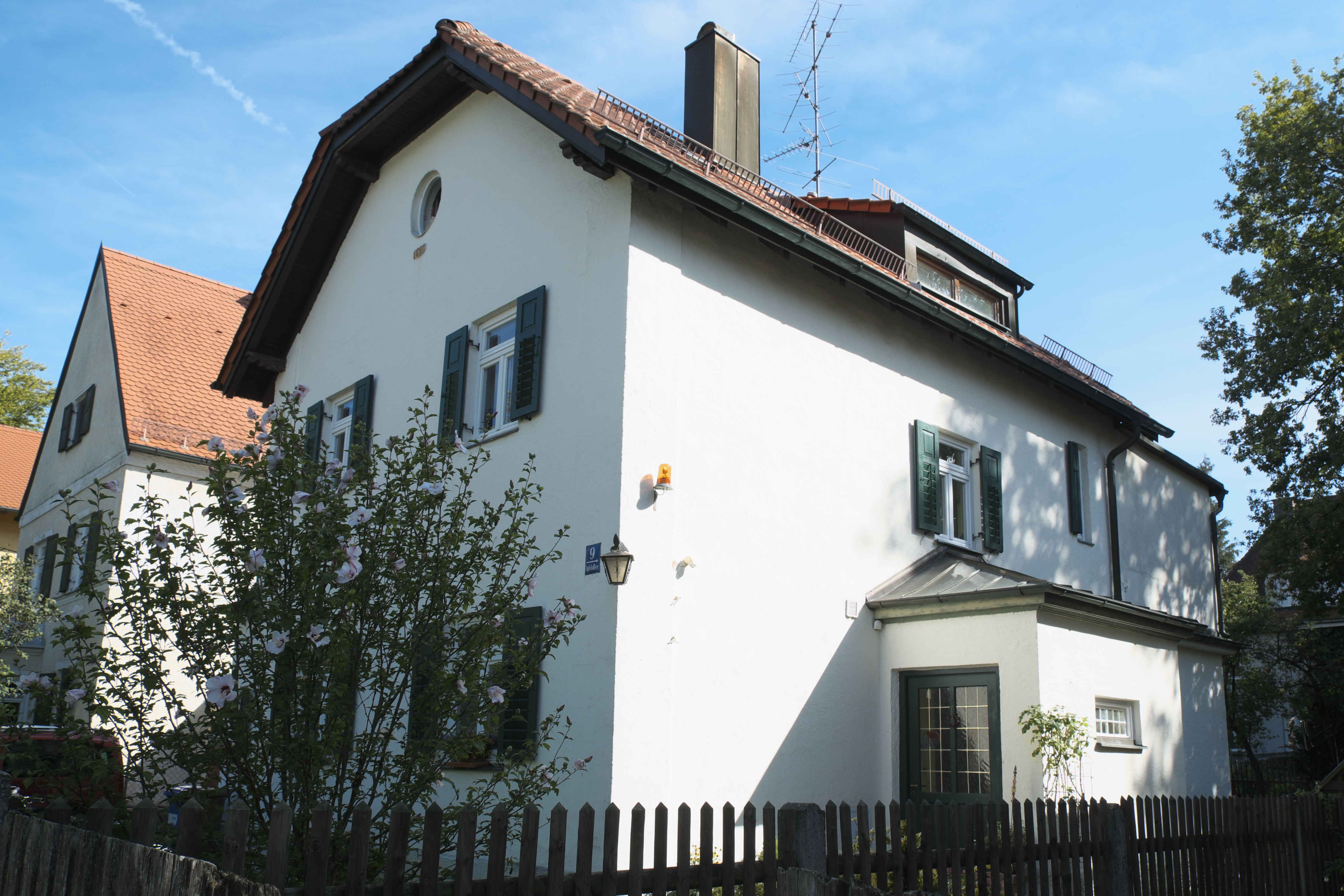
Haus Apfelallee 9 im Stadtteil Obermenzing von München

Das Gebäude Apfelallee 9 im Stadtteil Obermenzing der bayerischen Landeshauptstadt München wurde 1898 errichtet. Die Villa in der Apfelallee der Villenkolonie Pasing II ist ein geschütztes Baudenkmal.
Der zweigeschossige Bau wurde nach Plänen des Büros von August Exter, das viele weitere Häuser der Villenkolonie entwarf, errichtet. Das Haus mit Krüppelwalmdach erhielt 1912 einen rückwärtigen Anbau.